# Aethioplitops muticus
Aethioplitops muticus är en stekelart som beskrevs av Heinrich 1968. Aethioplitops muticus ingår i släktet Aethioplitops och familjen brokparasitsteklar. Inga underarter finns listade i Catalogue of Life.